# Mydas carbonifer
Mydas carbonifer är en tvåvingeart som beskrevs av Osten Sacken 1874. Mydas carbonifer ingår i släktet Mydas och familjen Mydidae. Inga underarter finns listade i Catalogue of Life.